# Велика пешчана пустиња
Велика пешчана пустиња се налази у северозападном делу Аустралије у држави Западна Аустралија. Простире се на површини од 360.000 km² што је чини највећом у Аустралији. Према типу подлоге спада у пешчане пустиње. Захвата простор између реке Фицрој и јужног повратника.  Надморска висина пустиње је од 500-700 метара, а на северу опада до 300 метара. Рељефом доминирају малобројна сува корита и језера Макај, Дисапоинтмент, Грегори и др.